# Paul Hazoumé
Paul Hazoumé (* 15. April 1890 in Porto-Novo; † 18. April 1980 in Cotonou) war ein beninischer Ethnologe, Forscher, Schriftsteller und Politiker. Er gilt als „Patriarch der schwarzafrikanischen Literatur französischer Prägung“.

## Leben
Während des Ersten Weltkriegs gab er zusammen mit Louis Hunkanrin die Zeitung Le Messager du Dahomey heraus, während er gleichzeitig am Musée de l’Homme in Paris arbeitete. Er war Mitbegründer der Union progressiste dahoméenne (UPD), der ersten politischen Partei im heutigen Benin, und spielte eine wichtige frühe Rolle.

## Wirken
Hazoumé schrieb 1937 Le Pacte de sang au Dahomey und im folgenden Jahr den historischen Roman Doguicimi und gewann sowohl als Ethnologe als auch als Romanautor Anerkennung und Preise. Insbesondere sein historischer Roman Doguicimi ist ein Klassiker der afrikanischen Literatur. Aufgrund der stilistischen Qualität dieses Werkes verlieh ihm die Französische Akademie 1939 den „Französischen Sprachpreis“. Das Buch wurde 1978 mit einem Vorwort von Robert Cornevin in Paris neu aufgelegt. Die beiden Bücher werden immer noch viel gelesen und zitiert.